# 札幌北洋ホールディングス
株式会社札幌北洋ホールディングス（さっぽろほくようホールディングス、英: Sapporo Hokuyo Holdings, Inc.）は、かつて存在した銀行持株会社。傘下に置いていたのは、北洋銀行（資金量で第二地方銀行首位）、札幌北洋カード（クレジットカード会社）、札幌北洋リースなど。
東京証券取引所一部、札幌証券取引所に上場していた。略称は札幌北洋HD（上場銘柄としては、単に「札幌北洋」としていた）。
自己資本比率10.52%、貸出金5兆1,993億円（いずれも2010年3月期、連結）。資金量は地銀6位、総資産では4位。

## 概要
北海道地盤の第二地方銀行同士である「北洋銀行」と「札幌銀行」を経営統合するため、2001年（平成13年）4月に設立され、現在の札幌北洋ホールディングスとなる。2008年（平成20年）10月14日、北洋銀行を存続行として両行は合併し、現在の北洋銀行となった。
2012年（平成24年）10月1日、子会社の北洋銀行に吸収合併され、解散した。金融持株会社が子会社の銀行に吸収合併されるケースは、もみじホールディングス、きらやかホールディングスに次いで3例目となり、持株吸収後の北洋銀は、テクニカル上場により、再上場をしている。

## 沿革
- 1999年（平成11年）9月 - 北洋銀行と札幌銀行が包括的な業務提携を開始
- 2001年（平成13年）4月 - 北洋銀行と札幌銀行が株式移転により札幌北洋ホールディングスを設立。東証第一部、および札証に上場。
- 2007年（平成19年）1月 - 2008年10月のシステム統合を目処に、子会社である北洋銀行と札幌銀行を合併すると発表。
- 2008年（平成20年）10月 - 子会社である札幌銀行が北洋銀行と合併。
- 2012年（平成24年）10月 - 子会社の北洋銀行に吸収合併され解散[1]。

## 札幌北洋ネットワーク
ここでは、合併前時点における北洋銀行および札幌銀行の店舗（出張所を含む）を紹介する。なお、札幌銀行の店名は2008年10月14日の時点で8割ほど（拓銀店が存続したことに伴い、現存の北洋店と重複しない自治体名そのものの名称（帯広支店など）の店舗を含め）変更された。
2008年10月14日の時点で札幌銀行の支店名がそのまま残るのは当麻支店やアルカ支店など、ごくわずかにとどまる見込みであり、合併後2年以内に札銀店舗と北洋店舗が500m以内の店舗は統廃合が実施される予定（40店ほど）。
札樽地区（145店舗）
- 石狩振興局管内
  - （北洋）札幌市内72店舗、千歳市内3店舗、江別市内3店舗、恵庭中央支店、恵み野出張所、当別支店、花川支店、花川北支店、北広島支店
  - （札幌）札幌市内34店舗、北広島市内4店舗、千歳支店、千歳富丘支店、野幌支店、花川支店
- 空知総合振興局管内（美唄市以南）
  - （北洋）岩見沢中央支店、栗山支店、美唄支店、夕張支店
  - （札幌）岩見沢支店
- 後志総合振興局管内
  - （北洋）小樽市内4店舗、倶知安支店、余市支店、岩内中央支店
  - （札幌）小樽支店
- 胆振総合振興局管内（苫小牧市以東）
  - （北洋）苫小牧市内4店舗
  - （札幌）苫小牧支店、苫小牧北支店

函館地区（17店舗）
- 渡島総合振興局管内
  - （北洋）函館市内9店舗、七重浜支店、松前支店、長万部支店、八雲支店、森支店
  - （札幌）函館支店、亀田支店
- 檜山振興局管内
  - （北洋）江差支店
  - （札幌）江差支店

室蘭地区（9店舗）
- 胆振総合振興局管内（白老町以西）
  - （北洋）室蘭中央支店、中島町支店、登別支店、伊達支店
  - （札幌）室蘭支店
- 日高振興局管内
  - （北洋）浦河支店、静内支店
  - （札幌）浦河支店、静内支店

滝川地区（8店舗）
- 空知総合振興局管内（奈井江町以北）
  - （北洋）滝川支店、深川支店、砂川支店、芦別支店、赤平支店
  - （札幌）滝川支店
- 留萌振興局管内
  - （北洋）留萌支店、増毛支店

旭川地区（21店舗）
- 上川総合振興局管内
  - （北洋）旭川市内8店舗、名寄支店、士別支店、富良野支店、美深支店
  - （札幌）旭川支店、永山支店、当麻支店、富良野支店
- 宗谷総合振興局管内
  - （北洋）稚内支店、浜頓別支店
  - （札幌）稚内支店
- オホーツク総合振興局管内（遠紋圏）
  - （北洋）紋別支店、遠軽支店

網走地区（10店舗）
- オホーツク総合振興局管内（北網圏）
  - （北洋）北見市内3店舗、網走支店、美幌支店、斜里支店
  - （札幌）北見支店
- 根室振興局管内
  - （北洋）根室支店、中標津支店
  - （札幌）根室支店

釧路地区（9店舗）
- 釧路総合振興局管内
  - （北洋）釧路市内4店舗、弟子屈支店、厚岸支店、標茶支店
  - （札幌）釧路支店、鳥取支店

帯広地区（11店舗）
- 十勝総合振興局管内
  - （北洋）帯広市内4店舗、本別支店、池田支店、幕別支店、木野支店、清水支店
  - （札幌）帯広支店、本別支店

その他
- （北洋）東京支店、はまなす（振込専用支店）、大連駐在員事務所、上海駐在員事務所
- （札幌）ばんくる号（合併準備のため2008年10月5日をもって休止）、アルカ支店

## 子会社
- 北洋銀行
- 札幌北洋カード
- 札幌北洋リース